# Assaceni

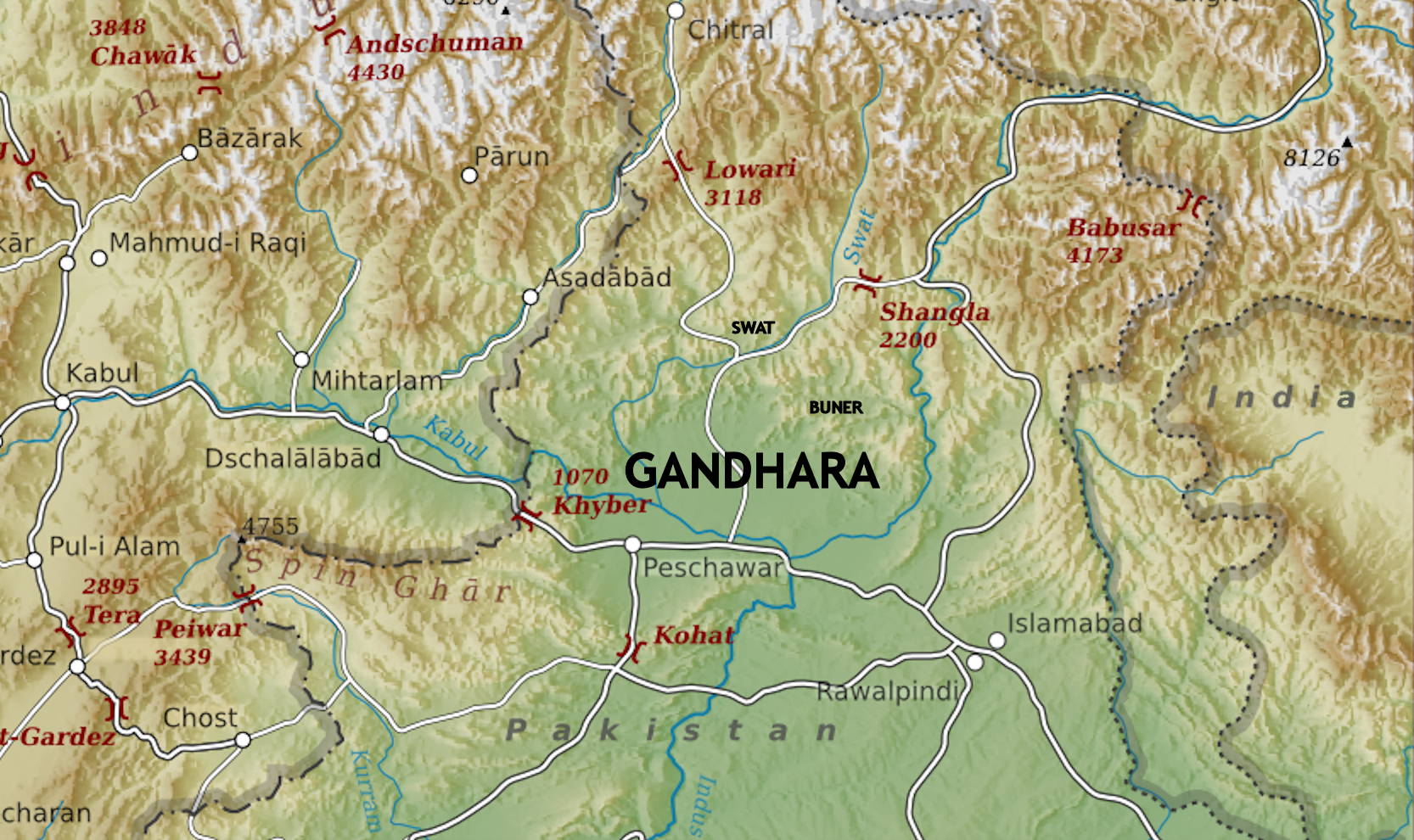
Mappa dell'attuale Gandhara.

Gli Assaceni o Assakeni, in sanscrito Açvaka («gente del cavallo»), erano un antico popolo del Gandhara, situato nell'attuale Kashmir pakistano. Furono sottomessi da Alessandro Magno  nel 326 a.C.

## Storia
Affini ai Saci e ai Massageti, come suggerisce il nome della loro capitale Massaga (l'attuale Chakdara), situata nella valle dello Swat, gli assaceni erano un popolo montanaro dedito alla pastorizia. Non essendo indiani, erano comunemente chiamati «barbari» dagli autori antichi, tra cui Arriano nella Anabasi. Oltre a Massaga, possedevano diverse fortezze, tra cui Ora, Bazira e Aorno (l'attuale Pir Sar).
Nel 326 a.C., gli Assaceni, insieme ai vicini Aspasii e Gurei, si ribellarono contro l'avanzata di Alessandro Magno verso l'India. Sotto il comando di Aphrikes (o Afraka), radunarono un esercito di 30000 fanti, 2000 cavalieri e 30 elefanti da guerra. Alessandro affidò a Ceno la conquista di Bazira, mentre lui stesso intraprese il difficile assedio della loro capitale Massaga. Il capo degli Assaceni venne ucciso durante i combattimenti, mentre Alessandro rimase ferito. Successivamente, ricevette la sottomissione della regina madre Cleofide, rinomata per la sua bellezza, della quale si racconta che abbia avuto un figlio di nome Alessandro, anche se non è chiaro chi fosse il padre. Questa storia ispirò a Jean Racine la tragedia Alessandro il Grande.
Successivamente, Alessandro assediò Aorno, ritenuta inespugnabile e che, secondo la leggenda, nemmeno Eracle era riuscito a conquistare. Dopo la presa di Aorno e il massacro di numerosi Assaceni, Alessandro affidò la regione del Gandhara al satrapo Nicanore, che però trovò presto la morte a seguito di una nuova rivolta degli Assaceni.

### Storie antiche
- Arriano, Anabasi, IV, 29.
- Cuzio Rufo, Storia di Alessandro Magno, VIII, 10, 22.

### Saggi e biografie
- (FR) Pierre Briant, Alexandre le Grand, PUF, 1994  [1974],  p. 178.
- (FR) Paul Faure, Alexandre, Fayard, 1985,  p. 578.
- (FR) Paul Goukowsky, Le monde grec et l'Orient - Alexandre et la conquête de l'Orient, vol. 2, PUF, 1993  [1975],  p. 307.
- Aurel Stein, Alexander's Track to the Indus: Personal Narrative of Explorations on the North-West Frontier of India, Macmillan & Co, 1929.